# Pablo Chacón
Julio Pablo Chacón (Las Heras, 22 maggio 1975) è un ex pugile argentino.

## Palmarès

### Olimpiadi
- 1 medaglia:
  - 1 bronzo (Atlanta 1996 nei pesi piuma)